# يوسوك إيشيدا
يوسوك إيشيدا (باليابانية: 石田侑資) هو لاعب كرة قدم ياباني، ولد في 11 نوفمبر 2002.